# Jon Dahl Tomasson
Jon Dahl Tomasson (Copenaghen, 29 agosto 1976) è un allenatore di calcio ed ex calciatore danese, di ruolo attaccante, attuale commissario tecnico della nazionale svedese.
Si è laureato campione d'Europa con il Milan nel 2003; è inoltre il miglior marcatore della nazionale danese a pari merito con Poul Nielsen (52).

## Caratteristiche
Era un attaccante dotato di grande senso del gol e capace di adattarsi alle caratteristiche dei compagni di reparto. Alcuni suoi allenatori ne hanno elogiato l'etica del lavoro e la capacità di dare sempre il massimo in allenamento.

## Carriera

### Club

#### Gli inizi, Heerenveen
Tomasson iniziò a giocare a calcio all'età di 5 anni con una squadra della sua città, il Solrød Boldklub. A 9 anni passò al Køge BK. Nel 1994 si trasferì nei Paesi Bassi e firmò il suo primo contratto da professionista con l'Heerenveen, squadra della Eredivisie. Titolare a partire dal campionato olandese 1995-1996, Tomasson fu il capocannoniere della squadra, siglando 14 gol in 30 partite di campionato. Nella stagione successiva superò il suo record personale, arrivando a quota 18 gol e riconfermandosi bomber dell'Heerenveen.

#### Newcastle e Feyenoord
Il Newcastle Utd lo comprò nel 1997 pagando la cifra di £ 30 milioni: nella sua prima ed unica stagione in Premier League segnò 3 gol in 23 partite, che non bastarono a confermarlo con la maglia delle Magpies. È generalmente considerato che Tomasson, nonostante il vasto bagaglio tecnico e il talento, fosse troppo esile per giocare in un campionato fisico come quello della Premier League: qualche anno più tardi, il Daily Mail stilò una classifica inserendolo in trentaquattresima posizione tra i 50 peggiori attaccanti della Premier di sempre.
Nella stagione 1998-1999 tornò nei Paesi Bassi, nelle file del Feyenoord. Tomasson divenne subito uno degli elementi chiave della nuova squadra, con la quale vinse sia il campionato sia la Johan Cruijff Schaal. Le sue prestazioni, tuttavia, non bastarono a garantirgli la partecipazione ai Mondiali 1998, mentre invece partecipò con la Danimarca agli Europei 2000. In seguito divenne un titolare inamovibile della Nazionale, disputando sia i Mondiali 2002 (4 gol) sia gli Europei 2004 (3 gol). Con la squadra di Rotterdam vinse la Coppa UEFA 2002, segnando anche una rete in finale.

#### Milan
Alla fine della stagione 2001-2002, scaduto il contratto che lo legava al Feyenoord, l'attaccante si trasferì al Milan a parametro zero. La prima stagione in maglia rossonera (2002-2003) fu impreziosita dalla vittoria della Coppa Italia, con 4 reti all'attivo, e soprattutto dalla conquista della Champions League, competizione in cui segnò 3 reti.
Nel 2003-2004 vinse lo scudetto e la Supercoppa europea: in quella stagione, pur essendo impiegato inizialmente con scarsa continuità, il calciatore si ritagliò degli spazi importanti e segnò 12 gol in campionato, che risultarono poi decisivi per il successo stagionale.
Vistosi ridurre gli spazi da giocatori come Andrij Ševčenko e Filippo Inzaghi, Tomasson decise di lasciare il Milan al termine della stagione 2004-2005, dopo aver vinto la Supercoppa italiana e aver giocato un'altra finale di Champions League: in quel match Tomasson segnò uno dei rigori conclusivi, ma il Milan perse contro il Liverpool.

#### Stoccarda e Villarreal
Nell'estate 2005 si trasferì allo Stoccarda, con cui collezionò 30 presenze e 8 gol in una stagione e mezza.
Nel gennaio 2007 lasciò lo Stoccarda (che lo rimpiazzò con Benjamin Lauth) e venne ingaggiato dal Villarreal, in prestito con diritto di riscatto fino alla fine della stagione. Debuttò il 5 febbraio successivo contro il Recreativo Huelva, segnando il primo gol con la nuova squadra dopo pochi minuti di gioco.

#### Feyenoord e ritiro
Nell'estate 2008 ha fatto il proprio ritorno al Feyenoord, squadra con cui aveva militato per quattro stagioni tra 1998 e 2002.

### Nazionale
Durante il suo periodo all'Heerenveen, Tomasson ha ricevuto la prima convocazione in nazionale maggiore: il 29 marzo 1997 ha debuttato contro la Croazia. Il 24 giugno 2010 ha messo a segno il suo 52º gol in nazionale. Con tale realizzazione è divenuto il miglior marcatore nella storia della nazionale danese (a pari merito con Poul Nielsen). Nell'agosto successivo ha annunciato il ritiro dalla nazionale.

### Allenatore

#### Gli inizi
Nell'estate del 2013 viene nominato allenatore dell'Excelsior; con una squadra imbottita di giovani e parametri zero, Tomasson si è distinto per il bel calcio proposto, divertente ma attento alla fase difensiva (6º posto). Il 26 dicembre viene chiamato dal direttore tecnico Vlemmings ad allenare il Roda JC in Eredivisie. Il 27 maggio 2014, dopo la retrocessione in seconda divisione del club olandese, è stato esonerato.
Successivamente diviene assistente negli staff di Vitesse e nazionale danese

#### Malmö e Blackburn
Dal gennaio 2020 a dicembre 2021 allena il Malmö FF in Svezia, squadra con cui vince due campionati consecutivi, centrando anche la qualificazione alla fase a gironi della UEFA Champions League 2021-2022. Al termine della sua seconda stagione svedese, decide di lasciare il club per proseguire altrove la propria carriera.
Il 14 giugno 2022 viene annunciato come nuovo allenatore del Blackburn.
Il 9 febbraio 2024 rescinde il proprio contratto con i Rovers.

#### Nazionale svedese
Il 26 febbraio 2024 viene annunciato come nuovo commissario tecnico della nazionale svedese.

## Statistiche

### Presenze e reti nei club
| Stagione          | Squadra           | Campionato        | Campionato | Campionato | Coppe nazionali | Coppe nazionali | Coppe nazionali | Coppe continentali | Coppe continentali | Coppe continentali | Altre coppe | Altre coppe | Altre coppe | Totale | Totale |
| Stagione          | Squadra           | Comp              | Pres       | Reti       | Comp            | Pres            | Reti            | Comp               | Pres               | Reti               | Comp        | Pres        | Reti        | Pres   | Reti   |
| ----------------- | ----------------- | ----------------- | ---------- | ---------- | --------------- | --------------- | --------------- | ------------------ | ------------------ | ------------------ | ----------- | ----------- | ----------- | ------ | ------ |
| 1991-1992         | Køge              | 2D                | 2          | 0          | CD              | -               | -               | -                  | -                  | -                  | -           | -           | -           | 2      | 0      |
| 1992-1993         | Køge              | 3D                | 15         | 5          | CD              | 5               | 5               | -                  | -                  | -                  | -           | -           | -           | 20     | 10     |
| 1993-1994         | Køge              | 2D                | 31         | 23         | CD              | 2               | 4               | -                  | -                  | -                  | -           | -           | -           | 33     | 27     |
| Totale Køge       | Totale Køge       | Totale Køge       | 48         | 28         |                 | 7               | 9               |                    | -                  | -                  |             | -           | -           | 55     | 37     |
| gen. -giu.1995    | Heerenveen        | ED                | 16         | 5          | CO              | 2               | 1               | -                  | -                  | -                  | -           | -           | -           | 18     | 6      |
| 1995-1996         | Heerenveen        | ED                | 30         | 14         | CO              | 1               | 0               | Int                | 4                  | 2                  | -           | -           | -           | 35     | 16     |
| 1996-1997         | Heerenveen        | ED                | 32         | 18         | CO              | 6               | 5               | Int                | 3                  | 1                  | -           | -           | -           | 41     | 24     |
| Totale Heerenveen | Totale Heerenveen | Totale Heerenveen | 78         | 37         |                 | 9               | 6               |                    | 7                  | 3                  |             | -           | -           | 94     | 46     |
| 1997-1998         | Newcastle         | PL                | 23         | 3          | FACup+CdL       | 2+3             | 0+1             | UCL                | 7                  | 0                  | -           | -           | -           | 35     | 4      |
| 1998-1999         | Feyenoord         | ED                | 33         | 13         | CO              | 4               | 1               | CU                 | 2                  | 2                  | -           | -           | -           | 39     | 16     |
| 1999-2000         | Feyenoord         | ED                | 28         | 10         | CO              | 1               | 0               | UCL                | 11                 | 4                  | SO          | 1           | 1           | 41     | 15     |
| 2000-2001         | Feyenoord         | ED                | 31         | 15         | CO              | 2               | 1               | UCL+CU             | 2+6                | 0+1                | -           | -           | -           | 41     | 17     |
| 2001-2002         | Feyenoord         | ED                | 30         | 17         | CO              | 1               | 1               | UCL+CU             | 4+8                | 3+2                | -           | -           | -           | 43     | 23     |
| 2002-2003         | Milan             | A                 | 19         | 4          | CI              | 7               | 4               | UCL                | 11                 | 3                  | -           | -           | -           | 37     | 11     |
| 2003-2004         | Milan             | A                 | 26         | 12         | CI              | 4               | 2               | UCL                | 6                  | 0                  | SI+SU+Int   | 0+0+1       | 1           | 37     | 15     |
| 2004-2005         | Milan             | A                 | 30         | 6          | CI              | 3               | 2               | UCL                | 6                  | 1                  | SI          | 1           | 0           | 40     | 9      |
| Totale Milan      | Totale Milan      | Totale Milan      | 75         | 22         |                 | 14              | 8               |                    | 23                 | 4                  |             | 2           | 1           | 114    | 35     |
| 2005-2006         | Stoccarda         | BL                | 26         | 8          | CG+CdL          | 2+3             | 1+0             | CU                 | 6                  | 2                  | -           | -           | -           | 37     | 11     |
| 2006-gen. 2007    | Stoccarda         | BL                | 4          | 0          | CG+CdL          | 2+0             | 1+0             | -                  | -                  | -                  | -           | -           | -           | 6      | 1      |
| Totale Stoccarda  | Totale Stoccarda  | Totale Stoccarda  | 30         | 8          |                 | 4+3             | 2+0             |                    | 6                  | 2                  |             | -           | -           | 43     | 12     |
| gen.-giu. 2007    | Villarreal        | PD                | 11         | 4          | CR              | 0               | 0               | -                  | 0                  | 0                  | -           | -           | -           | 11     | 4      |
| 2007-2008         | Villarreal        | PD                | 25         | 3          | CR              | 4               | 0               | CU                 | 8                  | 5                  | -           | -           | -           | 37     | 8      |
| Totale Villarreal | Totale Villarreal | Totale Villarreal | 36         | 7          |                 | 4               | 0               |                    | 8                  | 5                  |             | -           | -           | 48     | 12     |
| 2008-2009         | Feyenoord         | ED                | 13+2       | 9+1        | CO              | 0               | 0               | CU                 | 1                  | 0                  |             | -           | -           | 16     | 10     |
| 2009-2010         | Feyenoord         | ED                | 24         | 11         | CO              | 4               | 1               | -                  | -                  | -                  | -           | -           | -           | 28     | 12     |
| 2010-2011         | Feyenoord         | ED                | 0          | 0          | CO              | 0               | 0               | -                  | -                  | -                  | -           | -           | -           | 0      | 0      |
| Totale Feyenoord  | Totale Feyenoord  | Totale Feyenoord  | 159+2      | 75+1       |                 | 12              | 4               |                    | 34                 | 12                 |             | 1           | 1           | 208    | 93     |
| Totale carriera   | Totale carriera   | Totale carriera   | 449+2      | 180+1      |                 | 58              | 30              |                    | 85                 | 26                 |             | 3           | 2           | 597    | 239    |

### Cronologia presenze e reti in nazionale
| Cronologia completa delle presenze e delle reti in nazionale ― Danimarca | Cronologia completa delle presenze e delle reti in nazionale ― Danimarca | Cronologia completa delle presenze e delle reti in nazionale ― Danimarca | Cronologia completa delle presenze e delle reti in nazionale ― Danimarca | Cronologia completa delle presenze e delle reti in nazionale ― Danimarca | Cronologia completa delle presenze e delle reti in nazionale ― Danimarca | Cronologia completa delle presenze e delle reti in nazionale ― Danimarca | Cronologia completa delle presenze e delle reti in nazionale ― Danimarca |
| Data                                                                     | Città                                                                    | In casa                                                                  | Risultato                                                                | Ospiti                                                                   | Competizione                                                             | Reti                                                                     | Note                                                                     |
| ------------------------------------------------------------------------ | ------------------------------------------------------------------------ | ------------------------------------------------------------------------ | ------------------------------------------------------------------------ | ------------------------------------------------------------------------ | ------------------------------------------------------------------------ | ------------------------------------------------------------------------ | ------------------------------------------------------------------------ |
| 29-3-1997                                                                | Spalato                                                                  | Croazia                                                                  | 1 – 1                                                                    | Danimarca                                                                | Qual. Mondiali 1998                                                      | -                                                                        | 70’                                                                      |
| 30-4-1997                                                                | Copenaghen                                                               | Danimarca                                                                | 4 – 0                                                                    | Slovenia                                                                 | Qual. Mondiali 1998                                                      | -                                                                        |                                                                          |
| 8-6-1997                                                                 | Copenaghen                                                               | Danimarca                                                                | 2 – 0                                                                    | Bosnia ed Erzegovina                                                     | Qual. Mondiali 1998                                                      | -                                                                        | 52’                                                                      |
| 20-8-1997                                                                | Sarajevo                                                                 | Bosnia ed Erzegovina                                                     | 3 – 0                                                                    | Danimarca                                                                | Qual. Mondiali 1998                                                      | -                                                                        | 55’                                                                      |
| 19-8-1998                                                                | Praga                                                                    | Rep. Ceca                                                                | 1 – 0                                                                    | Danimarca                                                                | Amichevole                                                               | -                                                                        | 68’                                                                      |
| 5-9-1998                                                                 | Minsk                                                                    | Bielorussia                                                              | 0 – 0                                                                    | Danimarca                                                                | Qual. Euro 2000                                                          | -                                                                        | 81’                                                                      |
| 14-10-1998                                                               | Zurigo                                                                   | Svizzera                                                                 | 1 – 1                                                                    | Danimarca                                                                | Qual. Euro 2000                                                          | -                                                                        | 77’                                                                      |
| 28-4-1999                                                                | Copenaghen                                                               | Danimarca                                                                | 1 – 1                                                                    | Sudafrica                                                                | Amichevole                                                               | -                                                                        | 61’                                                                      |
| 9-6-1999                                                                 | Liverpool                                                                | Galles                                                                   | 0 – 2                                                                    | Danimarca                                                                | Qual. Euro 2000                                                          | 1                                                                        | 71’                                                                      |
| 18-8-1999                                                                | Copenaghen                                                               | Danimarca                                                                | 0 – 0                                                                    | Paesi Bassi                                                              | Amichevole                                                               | -                                                                        | 57’                                                                      |
| 4-9-1999                                                                 | Copenaghen                                                               | Danimarca                                                                | 2 – 1                                                                    | Svizzera                                                                 | Qual. Euro 2000                                                          | 1                                                                        | 88’                                                                      |
| 8-9-1999                                                                 | Napoli                                                                   | Italia                                                                   | 2 – 3                                                                    | Danimarca                                                                | Qual. Euro 2000                                                          | 1                                                                        | 83’                                                                      |
| 10-10-1999                                                               | Copenaghen                                                               | Danimarca                                                                | 0 – 0                                                                    | Iran                                                                     | Amichevole                                                               | -                                                                        |                                                                          |
| 13-11-1999                                                               | Tel Aviv                                                                 | Israele                                                                  | 0 – 5                                                                    | Danimarca                                                                | Qual. Euro 2000                                                          | 2                                                                        | 78’                                                                      |
| 17-11-1999                                                               | Copenaghen                                                               | Danimarca                                                                | 3 – 0                                                                    | Israele                                                                  | Qual. Euro 2000                                                          | 1                                                                        |                                                                          |
| 29-3-2000                                                                | Leiria                                                                   | Portogallo                                                               | 2 – 1                                                                    | Danimarca                                                                | Amichevole                                                               | 1                                                                        | 46’                                                                      |
| 26-4-2000                                                                | Copenaghen                                                               | Danimarca                                                                | 0 – 1                                                                    | Svezia                                                                   | Amichevole                                                               | -                                                                        | Ammonizione                                                              |
| 3-6-2000                                                                 | Copenaghen                                                               | Danimarca                                                                | 2 – 2                                                                    | Belgio                                                                   | Amichevole                                                               | 1                                                                        | 46’                                                                      |
| 11-6-2000                                                                | Bruges                                                                   | Francia                                                                  | 3 – 0                                                                    | Danimarca                                                                | Euro 2000 - 1º turno                                                     | -                                                                        | 79’                                                                      |
| 16-6-2000                                                                | Rotterdam                                                                | Danimarca                                                                | 0 – 3                                                                    | Paesi Bassi                                                              | Euro 2000 - 1º turno                                                     | -                                                                        |                                                                          |
| 21-6-2000                                                                | Liegi                                                                    | Danimarca                                                                | 0 – 2                                                                    | Rep. Ceca                                                                | Euro 2000 - 1º turno                                                     | -                                                                        |                                                                          |
| 16-8-2000                                                                | Tórshavn                                                                 | Fær Øer                                                                  | 0 – 2                                                                    | Danimarca                                                                | Amichevole                                                               | -                                                                        | 46’                                                                      |
| 2-9-2000                                                                 | Reykjavík                                                                | Islanda                                                                  | 1 – 2                                                                    | Danimarca                                                                | Qual. Mondiali 2002                                                      | 1                                                                        | 53’                                                                      |
| 7-10-2000                                                                | Belfast                                                                  | Irlanda del Nord                                                         | 1 – 1                                                                    | Danimarca                                                                | Qual. Mondiali 2002                                                      | -                                                                        |                                                                          |
| 11-10-2000                                                               | Copenaghen                                                               | Danimarca                                                                | 1 – 1                                                                    | Bulgaria                                                                 | Qual. Mondiali 2002                                                      | -                                                                        | 54’ 79’                                                                  |
| 15-11-2000                                                               | Copenaghen                                                               | Danimarca                                                                | 2 – 1                                                                    | Germania                                                                 | Amichevole                                                               | -                                                                        | 46’                                                                      |
| 28-3-2001                                                                | Praga                                                                    | Rep. Ceca                                                                | 0 – 0                                                                    | Danimarca                                                                | Qual. Mondiali 2002                                                      | -                                                                        | 88’                                                                      |
| 25-4-2001                                                                | Copenaghen                                                               | Danimarca                                                                | 3 – 0                                                                    | Slovenia                                                                 | Amichevole                                                               | 1                                                                        |                                                                          |
| 2-6-2001                                                                 | Copenaghen                                                               | Danimarca                                                                | 2 – 1                                                                    | Rep. Ceca                                                                | Qual. Mondiali 2002                                                      | 1                                                                        |                                                                          |
| 6-6-2001                                                                 | Copenaghen                                                               | Danimarca                                                                | 2 – 1                                                                    | Malta                                                                    | Qual. Mondiali 2002                                                      | -                                                                        | 69’                                                                      |
| 15-8-2001                                                                | Nantes                                                                   | Francia                                                                  | 1 – 0                                                                    | Danimarca                                                                | Amichevole                                                               | -                                                                        | 46’                                                                      |
| 1-9-2001                                                                 | Copenaghen                                                               | Danimarca                                                                | 1 – 1                                                                    | Irlanda del Nord                                                         | Qual. Mondiali 2002                                                      | -                                                                        | 78’                                                                      |
| 5-9-2001                                                                 | Sofia                                                                    | Bulgaria                                                                 | 0 – 2                                                                    | Danimarca                                                                | Qual. Mondiali 2002                                                      | 2                                                                        |                                                                          |
| 6-10-2001                                                                | Copenaghen                                                               | Danimarca                                                                | 6 – 0                                                                    | Islanda                                                                  | Qual. Mondiali 2002                                                      | -                                                                        | 81’                                                                      |
| 10-11-2001                                                               | Copenaghen                                                               | Danimarca                                                                | 1 – 1                                                                    | Paesi Bassi                                                              | Amichevole                                                               | -                                                                        | 71’                                                                      |
| 13-2-2002                                                                | Riyad                                                                    | Arabia Saudita                                                           | 0 – 1                                                                    | Danimarca                                                                | Amichevole                                                               | -                                                                        | 62’                                                                      |
| 17-4-2002                                                                | Copenaghen                                                               | Danimarca                                                                | 3 – 1                                                                    | Israele                                                                  | Amichevole                                                               | 1                                                                        | 46’                                                                      |
| 17-5-2002                                                                | Copenaghen                                                               | Danimarca                                                                | 2 – 1                                                                    | Camerun                                                                  | Amichevole                                                               | 1                                                                        |                                                                          |
| 26-5-2002                                                                | Wakayama                                                                 | Danimarca                                                                | 2 – 1                                                                    | Tunisia                                                                  | Amichevole                                                               | -                                                                        |                                                                          |
| 1-6-2002                                                                 | Ulsan                                                                    | Uruguay                                                                  | 1 – 2                                                                    | Danimarca                                                                | Mondiali 2002 - 1º turno                                                 | 2                                                                        |                                                                          |
| 6-6-2002                                                                 | Taegu                                                                    | Danimarca                                                                | 1 – 1                                                                    | Senegal                                                                  | Mondiali 2002 - 1º turno                                                 | 1                                                                        | 20’                                                                      |
| 11-6-2002                                                                | Incheon                                                                  | Danimarca                                                                | 2 – 0                                                                    | Francia                                                                  | Mondiali 2002 - 1º turno                                                 | 1                                                                        |                                                                          |
| 15-6-2002                                                                | Niigata                                                                  | Danimarca                                                                | 0 – 3                                                                    | Inghilterra                                                              | Mondiali 2002 - Ottavi di finale                                         | -                                                                        |                                                                          |
| 21-8-2002                                                                | Glasgow                                                                  | Scozia                                                                   | 0 – 1                                                                    | Danimarca                                                                | Amichevole                                                               | -                                                                        |                                                                          |
| 7-9-2002                                                                 | Oslo                                                                     | Norvegia                                                                 | 2 – 2                                                                    | Danimarca                                                                | Qual. Euro 2004                                                          | 2                                                                        | 90’                                                                      |
| 12-10-2002                                                               | Copenaghen                                                               | Danimarca                                                                | 2 – 0                                                                    | Lussemburgo                                                              | Qual. Euro 2004                                                          | 1                                                                        |                                                                          |
| 20-11-2002                                                               | Copenaghen                                                               | Danimarca                                                                | 2 – 0                                                                    | Polonia                                                                  | Amichevole                                                               | 1                                                                        |                                                                          |
| 12-2-2003                                                                | Il Cairo                                                                 | Egitto                                                                   | 1 – 4                                                                    | Danimarca                                                                | Amichevole                                                               | 1                                                                        |                                                                          |
| 29-3-2003                                                                | Bucarest                                                                 | Romania                                                                  | 2 – 5                                                                    | Danimarca                                                                | Qual. Euro 2004                                                          | 1                                                                        |                                                                          |
| 2-4-2003                                                                 | Copenaghen                                                               | Danimarca                                                                | 0 – 2                                                                    | Bosnia ed Erzegovina                                                     | Qual. Euro 2004                                                          | -                                                                        | 85’                                                                      |
| 30-4-2003                                                                | Copenaghen                                                               | Danimarca                                                                | 1 – 0                                                                    | Ucraina                                                                  | Amichevole                                                               | -                                                                        | 83’                                                                      |
| 20-8-2003                                                                | Copenaghen                                                               | Danimarca                                                                | 1 – 1                                                                    | Finlandia                                                                | Amichevole                                                               | -                                                                        | 46’                                                                      |
| 10-9-2003                                                                | Copenaghen                                                               | Danimarca                                                                | 2 – 2                                                                    | Romania                                                                  | Qual. Euro 2004                                                          | 1                                                                        | 54’                                                                      |
| 11-10-2003                                                               | Sarajevo                                                                 | Bosnia ed Erzegovina                                                     | 1 – 1                                                                    | Danimarca                                                                | Qual. Euro 2004                                                          | -                                                                        |                                                                          |
| 16-11-2003                                                               | Manchester                                                               | Inghilterra                                                              | 2 – 3                                                                    | Danimarca                                                                | Amichevole                                                               | 1                                                                        | 46’                                                                      |
| 18-2-2004                                                                | Adana                                                                    | Turchia                                                                  | 0 – 1                                                                    | Danimarca                                                                | Amichevole                                                               | -                                                                        | 46’                                                                      |
| 31-3-2004                                                                | Gijón                                                                    | Spagna                                                                   | 2 – 0                                                                    | Danimarca                                                                | Amichevole                                                               | -                                                                        | 46’                                                                      |
| 28-4-2004                                                                | Copenaghen                                                               | Danimarca                                                                | 1 – 0                                                                    | Scozia                                                                   | Amichevole                                                               | -                                                                        | 46’                                                                      |
| 30-5-2004                                                                | Tallinn                                                                  | Estonia                                                                  | 2 – 2                                                                    | Danimarca                                                                | Amichevole                                                               | 1                                                                        | 66’                                                                      |
| 5-6-2004                                                                 | Copenaghen                                                               | Danimarca                                                                | 1 – 2                                                                    | Croazia                                                                  | Amichevole                                                               | -                                                                        | 72’                                                                      |
| 14-6-2004                                                                | Guimarães                                                                | Danimarca                                                                | 0 – 0                                                                    | Italia                                                                   | Euro 2004 - 1º turno                                                     | -                                                                        | 29’                                                                      |
| 18-6-2004                                                                | Braga                                                                    | Bulgaria                                                                 | 0 – 2                                                                    | Danimarca                                                                | Euro 2004 - 1º turno                                                     | 1                                                                        |                                                                          |
| 22-6-2004                                                                | Porto                                                                    | Danimarca                                                                | 2 – 2                                                                    | Svezia                                                                   | Euro 2004 - 1º turno                                                     | 2                                                                        |                                                                          |
| 27-6-2004                                                                | Porto                                                                    | Rep. Ceca                                                                | 3 – 0                                                                    | Danimarca                                                                | Euro 2004 - Quarti di finale                                             | -                                                                        |                                                                          |
| 18-8-2004                                                                | Poznań                                                                   | Polonia                                                                  | 1 – 5                                                                    | Danimarca                                                                | Amichevole                                                               | -                                                                        | 46’                                                                      |
| 4-9-2004                                                                 | Copenaghen                                                               | Danimarca                                                                | 1 – 1                                                                    | Ucraina                                                                  | Qual. Mondiali 2006                                                      | -                                                                        |                                                                          |
| 9-10-2004                                                                | Tirana                                                                   | Albania                                                                  | 0 – 2                                                                    | Danimarca                                                                | Qual. Mondiali 2006                                                      | 1                                                                        |                                                                          |
| 13-10-2004                                                               | Copenaghen                                                               | Danimarca                                                                | 1 – 1                                                                    | Turchia                                                                  | Qual. Mondiali 2006                                                      | 1                                                                        |                                                                          |
| 17-11-2004                                                               | Tbilisi                                                                  | Georgia                                                                  | 2 – 2                                                                    | Danimarca                                                                | Qual. Mondiali 2006                                                      | 2                                                                        | cap.                                                                     |
| 9-2-2005                                                                 | Il Pireo                                                                 | Grecia                                                                   | 2 – 1                                                                    | Danimarca                                                                | Qual. Mondiali 2006                                                      | -                                                                        | cap.                                                                     |
| 26-3-2005                                                                | Copenaghen                                                               | Danimarca                                                                | 3 – 0                                                                    | Kazakistan                                                               | Qual. Mondiali 2006                                                      | -                                                                        | 46’                                                                      |
| 30-3-2005                                                                | Kiev                                                                     | Ucraina                                                                  | 1 – 0                                                                    | Danimarca                                                                | Qual. Mondiali 2006                                                      | -                                                                        |                                                                          |
| 2-6-2005                                                                 | Tampere                                                                  | Finlandia                                                                | 0 – 1                                                                    | Danimarca                                                                | Amichevole                                                               | -                                                                        | cap. 84’                                                                 |
| 8-6-2005                                                                 | Copenaghen                                                               | Danimarca                                                                | 3 – 1                                                                    | Albania                                                                  | Qual. Mondiali 2006                                                      | -                                                                        | 86’                                                                      |
| 17-8-2005                                                                | Copenaghen                                                               | Danimarca                                                                | 4 – 1                                                                    | Inghilterra                                                              | Amichevole                                                               | 1                                                                        | cap. 64’                                                                 |
| 3-9-2005                                                                 | Istanbul                                                                 | Turchia                                                                  | 2 – 1                                                                    | Danimarca                                                                | Qual. Mondiali 2006                                                      | -                                                                        |                                                                          |
| 7-9-2005                                                                 | Copenaghen                                                               | Danimarca                                                                | 6 – 1                                                                    | Georgia                                                                  | Qual. Mondiali 2006                                                      | 1                                                                        | 68’                                                                      |
| 8-10-2005                                                                | Copenaghen                                                               | Danimarca                                                                | 1 – 0                                                                    | Grecia                                                                   | Qual. Mondiali 2006                                                      | -                                                                        | cap.                                                                     |
| 12-10-2005                                                               | Almaty                                                                   | Kazakistan                                                               | 1 – 2                                                                    | Danimarca                                                                | Qual. Mondiali 2006                                                      | 1                                                                        | cap.                                                                     |
| 27-5-2006                                                                | Aarhus                                                                   | Danimarca                                                                | 1 – 1                                                                    | Paraguay                                                                 | Amichevole                                                               | 1                                                                        | 84’                                                                      |
| 31-5-2006                                                                | Lens                                                                     | Francia                                                                  | 2 – 0                                                                    | Danimarca                                                                | Amichevole                                                               | -                                                                        | 86’                                                                      |
| 1-9-2006                                                                 | Copenaghen                                                               | Danimarca                                                                | 4 – 2                                                                    | Portogallo                                                               | Amichevole                                                               | 1                                                                        | cap. 75’                                                                 |
| 6-9-2006                                                                 | Reykjavík                                                                | Islanda                                                                  | 0 – 2                                                                    | Danimarca                                                                | Qual. Euro 2008                                                          | 1                                                                        | cap.                                                                     |
| 7-10-2006                                                                | Copenaghen                                                               | Danimarca                                                                | 0 – 0                                                                    | Irlanda del Nord                                                         | Qual. Euro 2008                                                          | -                                                                        | cap.                                                                     |
| 11-10-2006                                                               | Vaduz                                                                    | Liechtenstein                                                            | 0 – 4                                                                    | Danimarca                                                                | Qual. Euro 2008                                                          | 2                                                                        | cap.                                                                     |
| 6-2-2007                                                                 | Londra                                                                   | Danimarca                                                                | 3 – 1                                                                    | Australia                                                                | Amichevole                                                               | 2                                                                        | cap. 84’                                                                 |
| 24-3-2007                                                                | Madrid                                                                   | Spagna                                                                   | 2 – 1                                                                    | Danimarca                                                                | Qual. Euro 2008                                                          | -                                                                        | cap. 70’                                                                 |
| 28-3-2007                                                                | Duisburg                                                                 | Germania                                                                 | 0 – 1                                                                    | Danimarca                                                                | Amichevole                                                               | -                                                                        | cap. 56’                                                                 |
| 2-6-2007                                                                 | Copenaghen                                                               | Danimarca                                                                | 0 – 3                                                                    | Svezia                                                                   | Qual. Euro 2008                                                          | 1                                                                        | cap.                                                                     |
| 6-6-2007                                                                 | Riga                                                                     | Lituania                                                                 | 0 – 2                                                                    | Danimarca                                                                | Qual. Euro 2008                                                          | -                                                                        | cap.                                                                     |
| 22-8-2007                                                                | Aarhus                                                                   | Danimarca                                                                | 0 – 4                                                                    | Irlanda                                                                  | Amichevole                                                               | -                                                                        | cap. 59’                                                                 |
| 8-9-2007                                                                 | Stoccolma                                                                | Svezia                                                                   | 0 – 0                                                                    | Danimarca                                                                | Qual. Euro 2008                                                          | -                                                                        | cap. 90’                                                                 |
| 12-9-2007                                                                | Aarhus                                                                   | Danimarca                                                                | 4 – 0                                                                    | Liechtenstein                                                            | Qual. Euro 2008                                                          | 1                                                                        | cap. 68’                                                                 |
| 13-10-2007                                                               | Aarhus                                                                   | Danimarca                                                                | 1 – 3                                                                    | Spagna                                                                   | Qual. Euro 2008                                                          | 1                                                                        | cap.                                                                     |
| 17-10-2007                                                               | Copenaghen                                                               | Danimarca                                                                | 3 – 1                                                                    | Lettonia                                                                 | Qual. Euro 2008                                                          | 1                                                                        | cap.                                                                     |
| 21-11-2007                                                               | Copenaghen                                                               | Danimarca                                                                | 3 – 0                                                                    | Islanda                                                                  | Qual. Euro 2008                                                          | 1                                                                        | cap.                                                                     |
| 6-2-2008                                                                 | Nova Gorica                                                              | Slovenia                                                                 | 1 – 2                                                                    | Danimarca                                                                | Amichevole                                                               | 1                                                                        | cap. 46’                                                                 |
| 26-3-2008                                                                | Herning                                                                  | Danimarca                                                                | 1 – 1                                                                    | Rep. Ceca                                                                | Amichevole                                                               | -                                                                        | cap. 74’                                                                 |
| 29-5-2008                                                                | Eindhoven                                                                | Paesi Bassi                                                              | 1 – 1                                                                    | Danimarca                                                                | Amichevole                                                               | -                                                                        | 46’                                                                      |
| 20-8-2008                                                                | Copenaghen                                                               | Danimarca                                                                | 0 – 3                                                                    | Spagna                                                                   | Amichevole                                                               | -                                                                        | cap. 55’                                                                 |
| 6-9-2008                                                                 | Budapest                                                                 | Ungheria                                                                 | 0 – 0                                                                    | Danimarca                                                                | Qual. Mondiali 2010                                                      | -                                                                        | cap. 68’                                                                 |
| 10-9-2008                                                                | Lisbona                                                                  | Portogallo                                                               | 2 – 3                                                                    | Danimarca                                                                | Qual. Mondiali 2010                                                      | -                                                                        | cap. 77’                                                                 |
| 12-8-2009                                                                | Brøndby                                                                  | Danimarca                                                                | 1 – 2                                                                    | Cile                                                                     | Amichevole                                                               | -                                                                        | cap. 79’                                                                 |
| 5-9-2009                                                                 | Copenaghen                                                               | Danimarca                                                                | 1 – 1                                                                    | Portogallo                                                               | Qual. Mondiali 2010                                                      | -                                                                        | cap.                                                                     |
| 9-9-2009                                                                 | Tirana                                                                   | Albania                                                                  | 1 – 1                                                                    | Danimarca                                                                | Qual. Mondiali 2010                                                      | -                                                                        | cap. 75’                                                                 |
| 10-10-2009                                                               | Copenaghen                                                               | Danimarca                                                                | 1 – 0                                                                    | Svezia                                                                   | Qual. Mondiali 2010                                                      | -                                                                        | cap.                                                                     |
| 14-10-2009                                                               | Copenaghen                                                               | Danimarca                                                                | 0 – 1                                                                    | Ungheria                                                                 | Qual. Mondiali 2010                                                      | -                                                                        | cap. 62’                                                                 |
| 27-5-2010                                                                | Aalborg                                                                  | Danimarca                                                                | 2 – 0                                                                    | Senegal                                                                  | Amichevole                                                               | -                                                                        | cap.                                                                     |
| 1-6-2010                                                                 | Johannesburg                                                             | Australia                                                                | 1 – 0                                                                    | Danimarca                                                                | Amichevole                                                               | -                                                                        | cap. 62’                                                                 |
| 5-6-2010                                                                 | Pretoria                                                                 | Sudafrica                                                                | 1 – 0                                                                    | Danimarca                                                                | Amichevole                                                               | -                                                                        | cap. 57’                                                                 |
| 19-6-2010                                                                | Pretoria                                                                 | Camerun                                                                  | 1 – 2                                                                    | Danimarca                                                                | Mondiali 2010 - 1º turno                                                 | -                                                                        | cap. 86’                                                                 |
| 24-6-2010                                                                | Rustenburg                                                               | Danimarca                                                                | 1 – 3                                                                    | Giappone                                                                 | Mondiali 2010 - 1º turno                                                 | 1                                                                        | cap.                                                                     |
| Totale                                                                   |                                                                          | Presenze (6º posto)                                                      | 112                                                                      |                                                                          | Reti (1º posto)                                                          | 52                                                                       |                                                                          |

### Statistiche da allenatore
Statistiche aggiornate al 9 febbraio 2024; in grassetto le competizioni vinte.
| Stagione         | Squadra          | Campionato       | Campionato | Campionato | Campionato | Campionato | Coppe nazionali | Coppe nazionali | Coppe nazionali | Coppe nazionali | Coppe nazionali | Coppe continentali | Coppe continentali | Coppe continentali | Coppe continentali | Coppe continentali | Altre coppe | Altre coppe | Altre coppe | Altre coppe | Altre coppe | Totale | Totale | Totale | Totale | % Vittorie | Piazzamento       |
| Stagione         | Squadra          | Comp             | G          | V          | N          | P          | Comp            | G               | V               | N               | P               | Comp               | G                  | V                  | N                  | P                  | Comp        | G           | V           | N           | P           | G      | V      | N      | P      | %          | Piazzamento       |
| ---------------- | ---------------- | ---------------- | ---------- | ---------- | ---------- | ---------- | --------------- | --------------- | --------------- | --------------- | --------------- | ------------------ | ------------------ | ------------------ | ------------------ | ------------------ | ----------- | ----------- | ----------- | ----------- | ----------- | ------ | ------ | ------ | ------ | ---------- | ----------------- |
| 2013-gen. 2014   | Excelsior        | ER               | 22         | 8          | 9          | 5          | CO              | 3               | 2               | 0               | 1               | -                  | -                  | -                  | -                  | -                  | -           | -           | -           | -           | -           | 25     | 10     | 9      | 6      | 40,00      | Dimis.            |
| gen.-giu. 2014   | Roda JC          | E                | 16         | 3          | 2          | 11         | CO              | 1               | 0               | 0               | 1               | -                  | -                  | -                  | -                  | -                  | -           | -           | -           | -           | -           | 17     | 3      | 2      | 12     | 17,65      | Sub., 18° (retr.) |
| 2020-2021        | Malmö FF         | A                | 30         | 17         | 9          | 4          | SC+SC           | 6+1             | 4+1             | 1+0             | 1+0             | UEL+UEL            | 2+4                | 0+3                | 0+0                | 2+1                | -           | -           | -           | -           | -           | 43     | 25     | 10     | 8      | 58,14      | 1°                |
| 2021-2022        | Malmö FF         | A                | 30         | 17         | 8          | 5          | SC+SC           | 3+1             | 2+1             | 0+0             | 1+0             | UCL                | 14                 | 5                  | 3                  | 6                  | -           | -           | -           | -           | -           | 48     | 25     | 11     | 12     | 52,08      | 1°                |
| Totale Malmö     | Totale Malmö     | Totale Malmö     | 60         | 34         | 17         | 9          |                 | 11              | 8               | 1               | 2               |                    | 20                 | 8                  | 3                  | 9                  |             | -           | -           | -           | -           | 91     | 50     | 21     | 20     | 54,95      |                   |
| 2022-2023        | Blackburn        | FLC              | 46         | 20         | 9          | 17         | FACup+CdL       | 5+4             | 2+2             | 2+1             | 1+1             | -                  | -                  | -                  | -                  | -                  | -           | -           | -           | -           | -           | 55     | 24     | 12     | 19     | 43,64      | 7°                |
| 2023-feb. 2024   | Blackburn        | FLC              | 29         | 10         | 3          | 16         | FACup+CdL       | 2+4             | 2+3             | 0+0             | 0+1             | -                  | -                  | -                  | -                  | -                  | -           | -           | -           | -           | -           | 34     | 14     | 3      | 17     | 41,18      | Eson.             |
| Totale Blackburn | Totale Blackburn | Totale Blackburn | 75         | 30         | 12         | 33         |                 | 15              | 9               | 3               | 3               |                    | -                  | -                  | -                  | -                  |             | -           | -           | -           | -           | 89     | 39     | 15     | 36     | 43,82      |                   |
| Totale Carriera  | Totale Carriera  | Totale Carriera  | 173        | 75         | 40         | 58         |                 | 30              | 19              | 4               | 7               |                    | 20                 | 8                  | 3                  | 9                  |             | -           | -           | -           | -           | 224    | 102    | 47     | 75     | 45,54      |                   |

#### Nazionale
Statistiche aggiornate al 6 giugno 2025.
| Squadra | Naz               | dal              | al        | Record | Record | Record | Record     | Record | Record | Record | Record |
| G       | V                 | N                | P         | GF     | GS     | DR     | % Vittorie |        |        |        |        |
| ------- | ----------------- | ---------------- | --------- | ------ | ------ | ------ | ---------- | ------ | ------ | ------ | ------ |
| Svezia  | Svezia (bandiera) | 26 febbraio 2024 | in carica | 13     | 8      | 1      | 4          | 30     | 16     | +14    | 61,54  |

#### Nazionale svedese nel dettaglio
| 2024          | Svezia        | UEFA Nations League 2024-2025 | 1º nel Gruppo 1 della Lega C, promosso in Lega B | 6  | 5 | 1 | 0 | 83,33 | 19 | 4  | +15 |
| Dal 2024      | Svezia        | Amichevoli                    |                                                  | 7  | 3 | 0 | 4 | 42,86 | 11 | 12 | -1  |
| Totale Svezia | Totale Svezia | Totale Svezia                 | Totale Svezia                                    | 13 | 8 | 1 | 4 | 61,54 | 30 | 16 | +14 |

#### Panchine da commissario tecnico della nazionale svedese
| Cronologia completa delle presenze e delle reti in nazionale ― Svezia | Cronologia completa delle presenze e delle reti in nazionale ― Svezia | Cronologia completa delle presenze e delle reti in nazionale ― Svezia | Cronologia completa delle presenze e delle reti in nazionale ― Svezia | Cronologia completa delle presenze e delle reti in nazionale ― Svezia | Cronologia completa delle presenze e delle reti in nazionale ― Svezia | Cronologia completa delle presenze e delle reti in nazionale ― Svezia | Cronologia completa delle presenze e delle reti in nazionale ― Svezia |
| Data                                                                  | Città                                                                 | In casa                                                               | Risultato                                                             | Ospiti                                                                | Competizione                                                          | Reti                                                                  | Note                                                                  |
| --------------------------------------------------------------------- | --------------------------------------------------------------------- | --------------------------------------------------------------------- | --------------------------------------------------------------------- | --------------------------------------------------------------------- | --------------------------------------------------------------------- | --------------------------------------------------------------------- | --------------------------------------------------------------------- |
| 21-3-2024                                                             | Guimarães                                                             | Portogallo                                                            | 5 – 2                                                                 | Svezia                                                                | Amichevole                                                            | Viktor Gyökeres Gustaf Nilsson                                        | Cap: V. Lindelöf                                                      |
| 25-3-2024                                                             | Solna                                                                 | Svezia                                                                | 1 – 0                                                                 | Albania                                                               | Amichevole                                                            | Gustaf Nilsson                                                        | Cap: V. Lindelöf                                                      |
| 5-6-2024                                                              | Copenaghen                                                            | Danimarca                                                             | 2 – 1                                                                 | Svezia                                                                | Amichevole                                                            | Alexander Isak                                                        | Cap: V. Lindelöf                                                      |
| 8-6-2024                                                              | Solna                                                                 | Svezia                                                                | 0 – 3                                                                 | Serbia                                                                | Amichevole                                                            | -                                                                     | Cap: V. Lindelöf                                                      |
| 5-9-2024                                                              | Baku                                                                  | Azerbaigian                                                           | 1 – 3                                                                 | Svezia                                                                | UEFA Nations League 2024-2025 - Lega C                                | 2 Alexander Isak Viktor Gyökeres (rig.)                               | Cap: D. Kulusevski                                                    |
| 8-9-2024                                                              | Solna                                                                 | Svezia                                                                | 3 – 0                                                                 | Estonia                                                               | UEFA Nations League 2024-2025 - Lega C                                | 2 Viktor Gyökeres Alexander Isak                                      | Cap: D. Kulusevski                                                    |
| 11-10-2024                                                            | Bratislava                                                            | Slovacchia                                                            | 2 – 2                                                                 | Svezia                                                                | UEFA Nations League 2024-2025 - Lega C                                | Yasin Ayari Ken Sema                                                  | Cap: D. Kulusevski                                                    |
| 14-10-2024                                                            | Tallinn                                                               | Estonia                                                               | 0 – 3                                                                 | Svezia                                                                | UEFA Nations League 2024-2025 - Lega C                                | 2 Sebastian Nanasi Viktor Gyökeres                                    | Cap: D. Kulusevski                                                    |
| 16-11-2024                                                            | Solna                                                                 | Svezia                                                                | 2 – 1                                                                 | Slovacchia                                                            | UEFA Nations League 2024-2025 - Lega C                                | Viktor Gyökeres Alexander Isak                                        | Cap: V. Lindelöf                                                      |
| 19-11-2024                                                            | Solna                                                                 | Svezia                                                                | 6 – 0                                                                 | Azerbaigian                                                           | UEFA Nations League 2024-2025 - Lega C                                | 2 Dejan Kulusevski 4 Viktor Gyökeres                                  | Cap: D. Kulusevski                                                    |
| 22-3-2025                                                             | Lussemburgo                                                           | Lussemburgo                                                           | 1 – 0                                                                 | Svezia                                                                | Amichevole                                                            | -                                                                     | Cap: A. Isak                                                          |
| 25-3-2025                                                             | Solna                                                                 | Svezia                                                                | 5 – 1                                                                 | Irlanda del Nord                                                      | Amichevole                                                            | Emil Holm Benjamin Nygren Ken Sema Alexander Isak Anthony Elanga      | Cap: V. Lindelöf                                                      |
| 6-6-2025                                                              | Budapest                                                              | Ungheria                                                              | 0 – 2                                                                 | Svezia                                                                | Amichevole                                                            | Benjamin Nygren Yasin Ayari                                           | Cap: I. Hien                                                          |
| Totale                                                                |                                                                       | Presenze                                                              | 13                                                                    |                                                                       | Reti                                                                  | 30                                                                    |                                                                       |

## Palmarès

### Giocatore

#### Club

##### Competizioni nazionali
- Campionato olandese: 1

Feyenoord: 1998-1999
- Supercoppa dei Paesi Bassi: 1

Feyenoord: 1999
- Coppa Italia: 1

Milan: 2002-2003
- Campionato italiano: 1

Milan: 2003-2004
- Supercoppa italiana: 1

Milan: 2004

##### Competizioni internazionali
- Coppa UEFA: 1

Feyenoord: 2001-2002
- UEFA Champions League: 1

Milan: 2002-2003
- Supercoppa UEFA: 1

Milan: 2003

#### Individuale
- Calciatore danese dell'anno: 2

2002, 2004

### Allenatore
- Campionato svedese: 2

Malmö: 2020, 2021